# Palagnedra
Palagnedra est une localité et une ancienne commune suisse du canton du Tessin, située dans le district de Locarno.

Photo aérienne (1953)